# Warmband

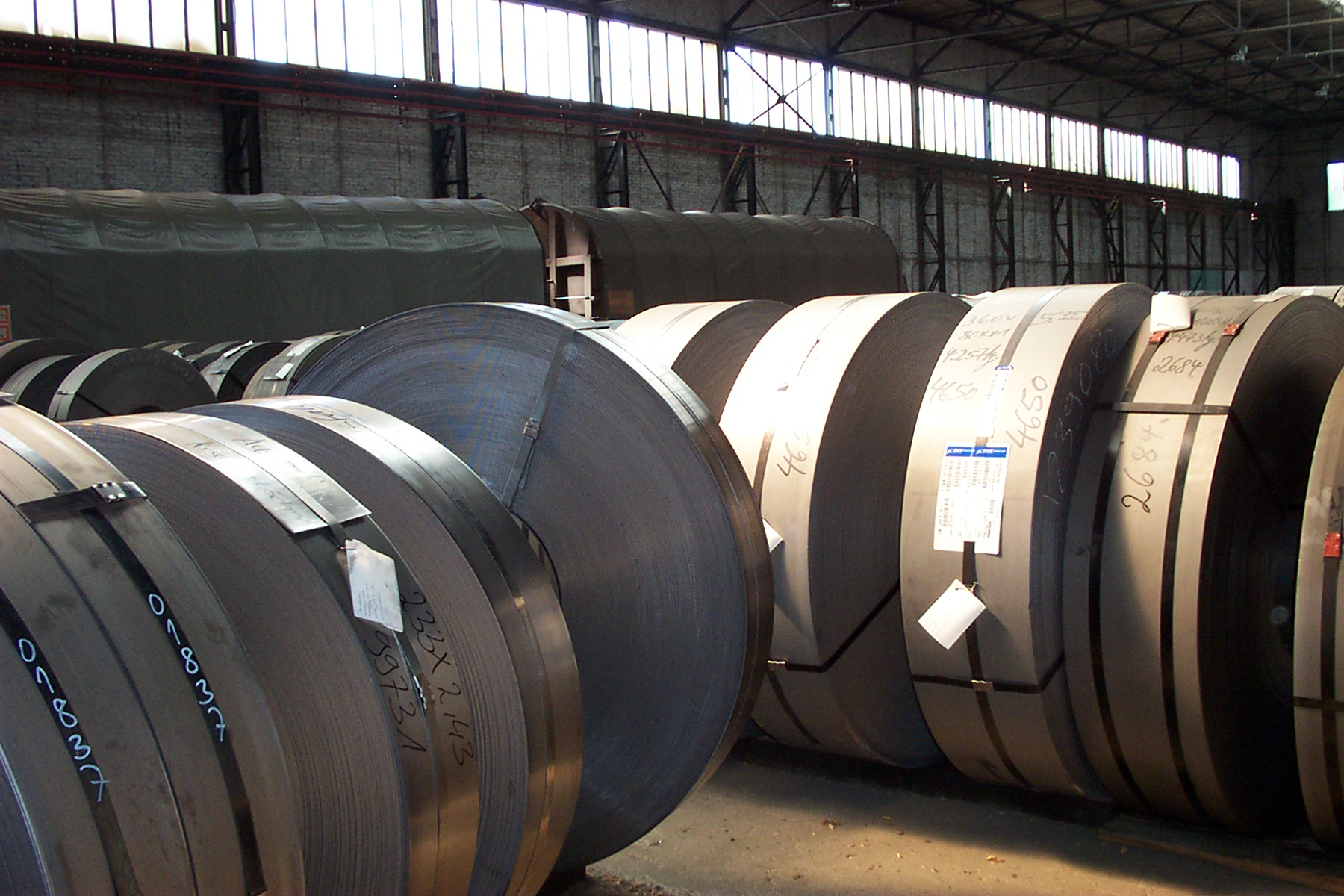
Gebeiztes und gespaltenes Warmband im Lager

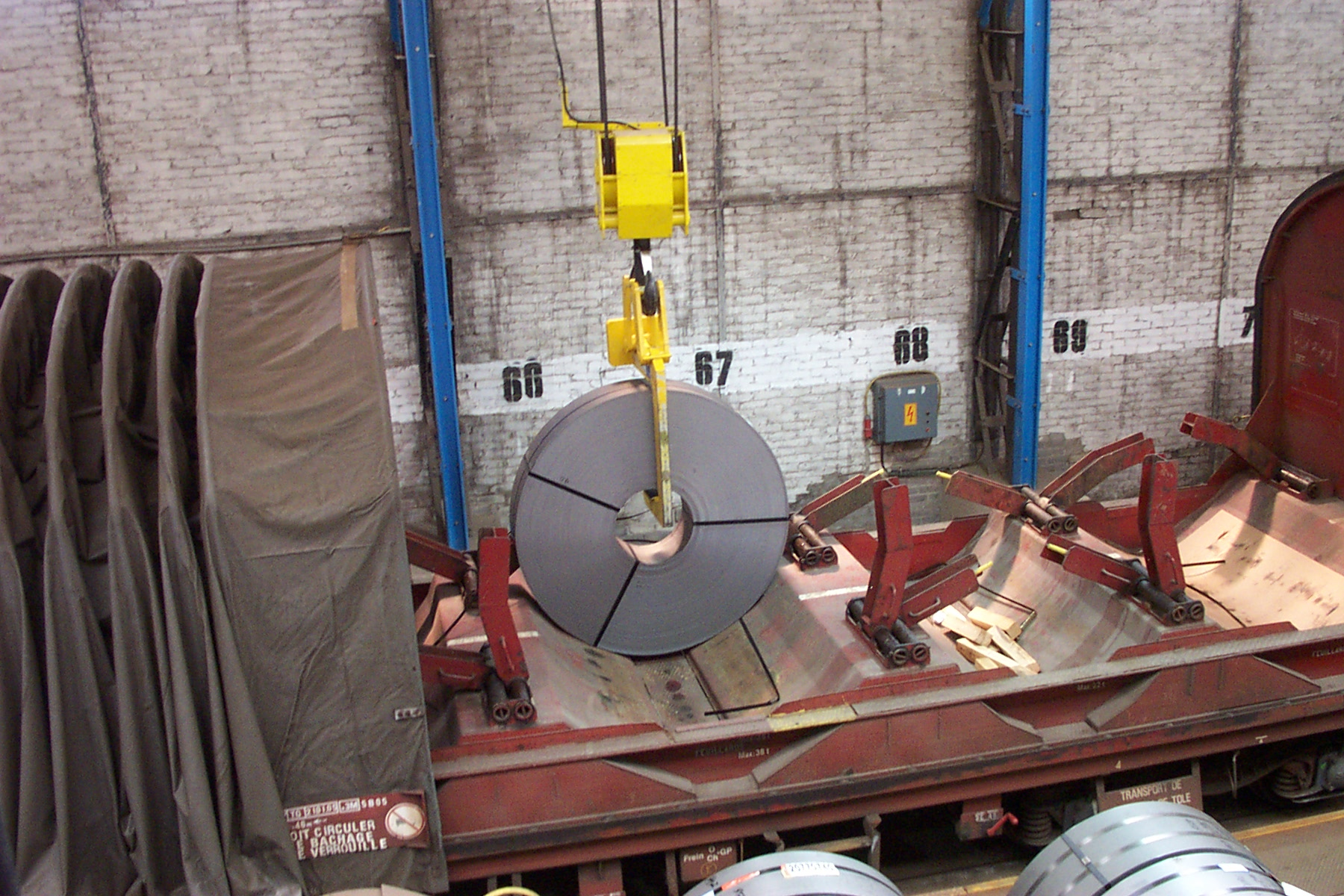
Wagen mit Haubenverdeck (Shimms) für Coiltransporte

Warmband ist ein Zwischenprodukt der Stahl- und Nichteisenmetallerzeugung. Es ist sehr viel länger als breit, wird aufgerollt in Bunden transportiert, den Coils, und durch Warmwalzen hergestellt. Die Banddicke kann zwischen etwa 0,8 und 25 mm (1") betragen. Je nach Breite wird unterschieden:
- Schmalband (<100 mm),
- Mittelband (100–600 mm),
- Breitband (600–2200 mm).

Das Warmband ist das Vormaterial für Kaltband. Es wird auch direkt verwendet, z. B. im Maschinenbau, und auch zu Bandblech verarbeitet.
Das Vormaterial sind gegossene oder vorgewalzte Brammen. Das Vormaterial wird in einem Walzwerk in mehreren Stichen (Walzdurchgängen) in ein dünneres und längeres Band umgeformt.
Man kann das Walzwerk auch direkt mit der Gießanlage verbinden (siehe z. B. Compact Strip Production, CSP). Dadurch entfallen das energieaufwändige Wiederaufwärmen der Brammen und einige Prozessschritte, wodurch die Herstellungskosten sinken.